# Tacet
Tacet és una expressió provinent del llatí que significa 'silenci'. És un terme musical que indica que un instrument no toca durant un període llarg, generalment un moviment sencer. Era molt comú a les primeres simfonies que la percussió o els metalls no apareguessin a determinats moviments, especialment als lents (habitualment el segon moviment). En aquests casos, s'utilitzava aquesta expressió per indicar al músic que havia d'esperar fins al final del moviment.
També és usat de forma comuna a la música d'acompanyament per indicar que l'instrument no toca durant una de les repeticions d'una frase (per exemple: "Tacet la 1a vegada").